# 250e régiment d'infanterie

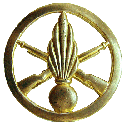
insigne de béret d'infanterie

Le 250e régiment d'infanterie (250e RI) est un régiment d'infanterie de l'Armée de terre française constitué en 1914 avec les bataillons de réserve du 50e régiment d'infanterie.
À la mobilisation, chaque régiment d'active créé un régiment de réserve dont le numéro est le sien plus 200.

## Création et différentes dénominations
- Août 1914 : 250e Régiment d'Infanterie
- Juin 1916 : Dissolution

## Historique des garnisons, combats et batailles du250eRI

### Première Guerre mondiale
Affectations :
- 62e Division d'Infanterie d'août 1914 à juin 1916

## Drapeau
Il porte, cousues en lettres d'or dans ses plis, les inscriptions suivantes :
- L'Aisne 1914
- Picardie 1914

Décorations décernées au régiment

## Sources et bibliographie
- Historique du 250e régiment d'infanterie de réserve : la grande guerre1914-1918, Bergerac, Impr. générale du sud-ouest, 1919, 30 p., lire en ligne sur Gallica.